# Apomys musculus
{{#ifeq:0|0|{{#if:|{{#if:Apomysmusculus|[[]}}|}}}}
Apomys musculus — вид гризунів родини мишевих (Muridae). Зустрічається тільки на Філіппінах. Це здебільшого деревний вид, який поширений у первинних гірських лісах, рідко зустрічається в мохових лісах і порушених рівнинних лісах.

## Морфологічні особливості
З довжиною голови й тулуба від 76 до 124 мм, довжиною хвоста від 97 до 121 мм і вагою від 16 до 24 г, — це Apomys від малого до середнього розміру. Довжина задніх лап становить від 20 до 25 мм, а вуха — від 14 до 17 мм. М'яка шерсть на спині, боках тіла і на зовнішньому боці рук і ніг має інтенсивний оранжево-коричневий колір. Кілька змішаних чорних волосків на крупі створюють плямистий вигляд, тоді як щоки забарвлені в світліший і яскраво-помаранчевий колір. Хутро на нижньому боці і на внутрішньому боці кінцівок від світло-вохристого до жовто-коричневого. Білі плями часто з'являються на грудях і животі.
Для виду характерні вузькі задні лапи з гострими загнутими кігтями. Верхня частина хвоста коричнева, нижня — біла або коричнево-біла з плямами. Малі лусочки хвоста злегка перекриваються, і кожна луска оснащена трьома короткими волосками. Голова характеризується тонкими волохатими вухами та помітно довгими вібрисами, які досягають позаду плеча, коли вони зігнуті назад.

## Спосіб життя
Веде переважно нічний спосіб життя. Іноді він може шукати їжу вдень протягом сезону дощів. Екземпляри зазвичай лазять по кронах дерев і рідко відвідують підлісок або землю. Їхній раціон включає насіння, комах, інших безхребетних, що мешкають на деревах, і дощових черв'яків. Ймовірно, в одному виводку буває до трьох нащадків.